# 20 Super Sucessos: Banda Só Brega
20 Super Sucessos: Banda Só Brega é o álbum de estreia do cantor e compositor Conde Só Brega, o álbum foi lançado em 9 de dezembro de 2014 pela gravadora Somax Estúdio INC. No ano de lançamento do álbum teve muita repercussão a música: "Ninguém é Perfeito e a Vida é Assim".

## Faixas
| N.º            | Título                          | Compositor(es)                    | Duração |  |
| 1.             | "A Vida é Assim"                |                                   | 1:07    |  |
| 2.             | "Pensando em Você"              |                                   | 4:08    |  |
| 3.             | "Azafama"                       |                                   | 3:39    |  |
| 4.             | "O Carpinteiro Escuta Meu Amor" |                                   | 4:05    |  |
| 5.             | "Aimará"                        |                                   | 3:14    |  |
| 6.             | "Espelho do Poder"              | Conde participação com João Gomes | 2:43    |  |
| 7.             | "Eco do Meu Grito"              |                                   | 3:43    |  |
| 8.             | "Ponto Final"                   |                                   | 2:57    |  |
| 9.             | "Leila"                         |                                   | 3:11    |  |
| 10.            | "Nunca Vou Te Esquecer"         |                                   | 3:33    |  |
| Duração total: | Duração total:                  | Duração total:                    | 30:14   |  |